# 藤原繁太郎

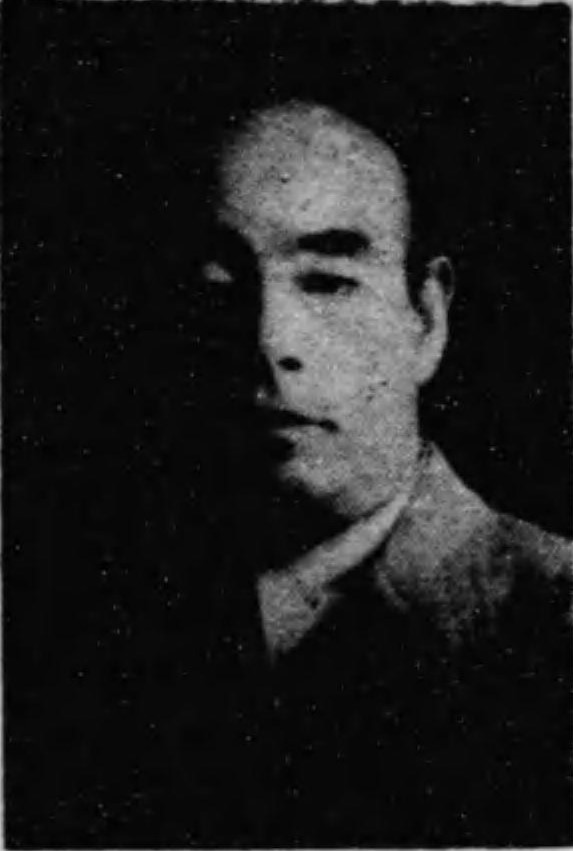
藤原繁太郎

藤原 繁太郎（ふじわら しげたろう、1897年（明治30年）1月15日 - 1981年（昭和56年）5月28日）は、日本の実業家、政治家。衆議院議員。

## 経歴
長崎県南松浦郡奈留島村（のち奈留町、現・五島市）出身。1923年（大正12年）早稲田大学商学部を卒業した。
日本電報通信社通信記者となる。興亜精機顧問、興亜産業顧問、興亜産業取締役社長を務めた。また、日本漁民組合組合長、日本社会党長崎県支部連合会副会長を務めた。1947年（昭和22年）4月の第23回衆議院議員総選挙に長崎県第2区から日本社会党所属で出馬して当選し、衆議院議員を1期務めた。
その後、長崎新聞社常務、同東京支社代表取締役、同社長、民華企業取締役など務めた。
1981年5月、癌性腹膜炎により文京区の順天堂大学医学部附属順天堂医院で死去した。